# Aónikenk
Aónikenk (Aonnikén, Aonnikenk), južnija skupina Inaquen Indijanaca koja je obitavala na Patagoniji, Argentina, između rijeke río Santa Cruz i otoka Tierra del Fuego. Sjevernija skupina Inaquena koja je živjela sjevernije od Santa Cruza pa do rijeke Chubut poznata je kao Mecharnúekenk. Ime Aónikenk koja se javlja pod mnogim sličnim varijantama često se koristi kao oznaka za sve Južne Patagonce ili Inaquene.
O čilskim Aonikencima pisao je čilsko-hrvatski povjesničar Sergio Laušić Glasinović.